# Фомичёва, Клавдия Яковлевна
Кла́вдия Я́ковлевна Фомичёва (25 декабря 1917 года, Москва, Российская Социалистическая Федеративная Советская Республика — 6 октября 1958 года, Москва, СССР) — советский боевой лётчик, подполковник Советской армии. Участница Великой Отечественной войны; принимала участие в воздушных боях на Кубани, Смоленской операции 1943 года, Белорусской наступательной операции «Багратион», Прибалтийской операции. После окончания войны — лётчик-инструктор, позже перешла к преподавательской деятельности. Герой Советского Союза (1945).

## Биография

### Детство и юность
Родилась 25 декабря 1917 года в Москве в многодетной семье. Через год после рождения Клавдии умер её отец, хозяйство осталось на руках у больной матери. Семья Фомичёвых жила бедно.
В 1931 году Клавдия окончила школу-семилетку, затем поступила на службу учеником счетовода и начала учиться на вечернем отделении школы банковского ученичества. В этом же году она вступила в ВЛКСМ. После окончания учёбы работала в Московской областной конторе Госбанка СССР бухгалтером-контролёром.
Фомичёва увлекалась спортом, вела активную общественную работу, ходила в туристические походы, участвовала в восхождении на вершину Эльбруса. В 1936 году при Госбанке открылись курсы планеристов. Клавдия быстро подготовилась, сдала экзамены по теоретической части и начала учёбу на курсах. Через некоторое время её в числе лучших планеристок направили учиться в аэроклуб ОСОАВИАХИМа, в 1937 году она успешно окончила обучение.
Вскоре Фомичёва также окончила школу инструкторов и в 1938 году получила свою первую группу учлётов в Реутовском аэроклубе Московской области. За 3 года её работы в качестве инструктора 65 её учеников успешно закончили аэроклуб и поступили в военные училища лётчиков.

### Великая Отечественная война
В Рабоче-крестьянской Красной армии с 1941 года. Проходила обучение на курсах военной подготовки лётчиков при Энгельсской военно-авиационной школе, окончила их в 1942 году.
Начало войны Фомичева встретила в аэроклубе под Москвой. 22 июня 1941 года она подала рапорт с просьбой направить её на фронт. В сентябре 1941 года Фомичёву вызвали в Центральный совет ОСОАВИАХИМа, где она узнала, что Герой Советского Союза Марина Раскова формирует 3 женских авиационных полка. Клавдия приняла решение вступить в один из таких полков.
Вскоре Фомичёва была направлена в женский истребительный полк, где быстро освоила полёты на самолёте УТ-2 и готовилась к вылету на боевом истребителе Як-1. Раскова, присматриваясь к Клавдии, пришла к выводу, что девушке лучше проходить службу в бомбардировочном полку. Фомичёва согласилась с доводами Расковой, и уже через некоторое время была назначена на должность командира звена в эскадрилью капитана Тимофеевой и одной из первых вылетела она на самолёте Пе-2.
В боях Великой Отечественной войны с января 1943 года в составе 587-го бомбардировочного авиационного полка, позднее переименованного в 125-й гвардейский бомбардировочный авиационный полк (4-я гвардейская бомбардировочная авиационная дивизия, 1-й гвардейский бомбардировочный авиационный корпус первого формирования 26 декабря 1944 года был переименован в 5-й гвардейский бомбардировочный авиационный корпус, 3-я Воздушная армия). Боевое крещение приняла на Донском фронте. В первые боевые вылеты девушки летали в составе групп 124-го гвардейского бомбардировочного авиаполка, возглавлявшихся опытными лётчиками, но дальнейшем они действовали самостоятельно. Фомичёва успешно водила вверенное её звено на боевые задания.
С 24 апреля 1943 года Фомичёва — на Северо-Кавказском фронте, с 10 июля 1943 года — на Западном фронте. В ходе серии воздушных боёв на Кубани эскадрилья успешно выполняла все боевые задания и не потеряла ни одного экипажа. Группа Тимофеевой и Фомичёвой отличилась, проведя успешный воздушный бой с восьмёркой немецких истребителей. Этот воздушный бой Главнокомандующий ВВС А. А. Новиков поставил в пример всей бомбардировочной авиации.
В качестве командира эскадрильи Фомичёва принимала участие ходе Смоленской операции. 17 сентября 1943 года в ходе боевого вылета самолёт Фомичёвой был подбит. Заходя на посадку, самолёт, попавший стойками шасси в воронку от бомбы, скапотировал, произошёл взрыв. Находившиеся поблизости солдаты бросились к горящему самолёту и с риском для жизни вытащили обгоревших членов экипажа. Клавдия получила тяжёлое ранение и ожоги, проходила долгое лечение в госпитале, но в январе 1944 года вернулась в полк.
С марта 1944 года — на 3-м Белорусском фронте. 23 июня 1944 года началась Белорусская наступательная операция «Багратион». В этот день Фомичёва вела свою эскадрилью в составе колонны бомбардировщиков. Во втором вылете эскадрилья Фомичёвой должна была нанести удар по одному из важнейших опорных пунктов, задержавшему наступление советских войск. Клавдия и штурман эскадрильи Галина Джунковская накануне хорошо изучили эту цель во время недавнего разведывательного вылета. В ходе полёта прямым попаданием немецкого снаряда был пробит и подожжён левый мотор самолёта, убит стрелок-радист, сама Фомичёва ранена в ногу, но продолжала вести самолёт по прямой, ожидая того момента, когда Джунковская сбросит бомбы. Когда точный удар был нанесён, Клавдия довела самолёт на советскую территорию и вместе с напарницей спрыгнули на парашюте. У Джунковской обгорело лицо, ожоги 2-й степени получила и сама Фомичёва.
С 15 июля 1944 года Фомичёва воевала на 1-м Прибалтийском фронте.
По данным на декабрь 1944 года совершила 55 боевых вылетов на самолёте Пе-2. Сбросила 46 750 кг бомбового груза, в группе сбила 11 немецких самолётов, её действия нанесли значительный урон противнику.
Указом Президиума Верховного Совета СССР от 18 августа 1945 года за образцовое выполнение боевых заданий командования и проявленные мужество и героизм в боях с немецко-фашистскими захватчиками Фомичёвой было присвоено звание Героя Советского Союза.

### После войны
Окончание войны встретила в звании Гвардии капитана. Участница Парада Победы 24 июня 1945 года.
После войны была лётчиком-инструктором в Военно-воздушной академии, затем преподавала в Борисоглебском военном авиационном училище летчиков (ныне — Борисоглебский учебный авиационный центр подготовки лётного состава им. В. П. Чкалова). В ноябре 1945 года в составе делегации Советского Союза участвовала в учредительном конгрессе Международной демократической федерации женщин в Париже.
В 1955 году Фомичёва ушла в запас в звании подполковника.

### Семья
Муж: гвардии полковник авиации Анатолий Васильевич Левашев (6.11.1911 - 29.9.1983), в годы войны начальник штаба 124-го гвардейского бомбардировочного авиационного полка.
Жила в Москве, где и скончалась 6 октября 1958 года. Похоронена на Новодевичьем кладбище.

## Награды
- Герой Советского Союза (Указ Президиума Верховного Совета СССР от 18 августа 1945 года, орден Ленина и медаль «Золотая Звезда» № 7929)[2];
- два ордена Красного Знамени (5 сентября 1943 года[4], 28 июня 1944 года[4]);
- орден Красной Звезды (4 мая 1943 года)[4];
- медали СССР, в том числе:
  - медаль «За оборону Сталинграда» (22 декабря 1942 года, вручена 7 июля 1943 года)[4];
  - медаль «За оборону Кавказа» (вручена 18 мая 1945 года)[5];
  - медаль «За победу над Германией в Великой Отечественной войне 1941-1945 гг.» (вручена 20 июня 1945 года)[6].

## Память
- Именем Фомичёвой названа улица в районе Северное Тушино СЗАО города Москвы[7]. На доме 1/13 по этой же улице в память о ней установлен памятный знак[2]; ещё одна мемориальная доска в память о лётчице установлена на доме 2[8]. В здании лицея №1571, расположенном также на улице Фомичевой, находится мемориальный музей, посвященный летчице.
- 8 мая 2010 года в городе Данкове Липецкой области состоялось открытие памятника Героям. Мемориал представляет собой 11 мемориальных досок Героям Советского Союза и 2 мемориальные доски полным кавалерам ордена Славы — уроженцам Данковского района. На одной из досок высечено имя Фомичёвой[9][10].
- В честь Фомичёвой в Данкове также названа одна из городских улиц[2].